# Vallsjön (Idre socken, Dalarna)
Vallsjön är en sjö i Älvdalens kommun i Dalarna och ingår i Dalälvens huvudavrinningsområde. Sjön har en area på 0,134 kvadratkilometer och ligger 532,7 meter över havet.

## Delavrinningsområde
Vallsjön ingår i det delavrinningsområde (687610-132898) som SMHI kallar för Ovan Fiskebäcken. Medelhöjden är 550 meter över havet och ytan är 2,89 kvadratkilometer. Räknas de 13 avrinningsområdena uppströms in blir den ackumulerade arean 283,03 kvadratkilometer. Grövlan som avvattnar avrinningsområdet har biflödesordning 3, vilket innebär att vattnet flödar genom totalt 3 vattendrag innan det når havet efter 489 kilometer. Avrinningsområdet består mestadels av skog (84 procent). Avrinningsområdet har 0,13 kvadratkilometer vattenytor vilket ger det en sjöprocent på 4,6 procent.